# José Pérez Fuster
José Pérez Fuster (Benidorm, 8 d'octubre de 1856 - València, 4 d'agost de 1933) va ser un metge higienista valencià, una de les principals figures en el camp de la higiene pública, la medicina preventiva y la investigació microbiològica valenciana de finals del segle xix i principis del XX. Existeix una important documentació científica en les publicacions mèdiques de l'època, en els arxius municipals de València i en la premsa del moment, que constitueixen una valuosa aportació al desenvolupament socio-sanitari actual.

## Biografia
José Pérez Fuster va nàixer a Benidorm (Marina Baixa) el 8 d'octubre de 1856, fill d'Eusebio Pérez Vives i de María Dolores Fuster Llorca. Pertanyia a una família d'Oficials de Marina i Comerciants. Estudià Batxillerat en l'institut de Benidorm. Posteriorment es va traslladar a València per fer estudis de medicina en la Universitat. Obtingué el títol de Llicenciat en Medicina en Juny de 1877. El primer destí com a metge va ser a Canet d'en Berenguer, i posteriorment a Sagunt. El 1883 es va doctorar en medicina per la Universitat de València amb la tesi Ventajas que han proporcionado a la clínica las investigaciones microscópicas. Va obtindre la plaça d'higienista en el cos municipal d'higiene i salubritat.
En 1911 va ser anomenat Director de l'Institut Municipal d'Higiene, en el qual també va treballar el doctor Tomàs Peset Alexandre. Posteriorment es traslladà a l'Institut Pasteur de París, on va treballar amb el doctor Roux, qui va descobrir la vacuna contra la diftèria, que es va introduir poc després al País Valencià.

## Dades d'interés
- L'excel·lentíssim Ajuntament de València va retolar un carrer amb el nom de José Pérez Fuster a València l'any 2000.
- L'excel·lentíssim Ajuntament de Benidorm aprovà el retolament d'un carrer amb el nom de José Pérez Fuster l'any 2011